# Маунт Карбон (Пенсилванија)
Маунт Карбон (енгл. Mount Carbon) град је у америчкој савезној држави Пенсилванија.

## Демографија
По попису из 2010. године број становника је 91, што је 4 (4,6%) становника више него 2000. године.
| Група             | 2000.       | 2010.      |
| Белци             | 87 (100,0%) | 82 (90,1%) |
| Афроамериканци    | 0 (0,0%)    | 3 (3,3%)   |
| Азијати           | 0 (0,0%)    | 2 (2,2%)   |
| Хиспаноамериканци | 0 (0,0%)    | 1 (1,1%)   |
| Укупно            | 87          | 91         |